# Sechura (poušť)
Poušť Sechura leží v Peru při pobřeží Tichého oceánu. Je to úzká aridní oblast táhnoucí se od hranic s Chile podél pobřeží na sever. Ve vnitrozemí je ohraničena svahy And. Zatímco chilské pobřeží s pouští Atacama má severojižní průběh, peruánské pobřeží se stáčí na západ a probíhá od jihovýchodu k severozápadu. Název Sechura je ještě jménem peruánského města na severu pouště Sechura, provincie okolo tohoto města a názvem vymřelého jazyka místních domorodců. Poušť Sechura někdy bývá označována alternativním názvem poušť Nazca.

## Vymezení
Poušť Sechura začíná u hranic s Chile, kde přechází v poušť Atacama. Na jedné straně je ohraničena pobřežím Tichého oceánu, na druhé podhůřím And, které se odsud zvedají až do náhorní plošiny Altiplano ve výšce 4 500 m n. m. Šířka pouště směrem do vnitrozemí je od 20 až do 100 km. Rozsah pouště Sechura není jednoznačně definován. Různost vymezení spočívá v určení severozápadního konce pouště.
Podle zvyklostí v Peru leží konec pouště či pustiny Sechura u města Piura (5° j.š.) . Více na sever se již rozkládá oblast Tumbes–Piura s tropickým suchým lesem.
Světový fond na ochranu přírody World Wildlife Fund (WWF) definuje poušť Sechura jako celý aridní úsek od hranic s Chile až po severozápadní cíp Peru.
National Geographic Society považuje za poušť Sechura pouze velmi aridní jižní část sahající po město Ica (14° j.š.) .

## Klima
Nejsušší část leží při hranici s Chile, která navazuje na severní část pouště Atacama, kde se nachází nejsušší místa na Zemi. Směrem na sever postupně přibývá vlhkosti a vegetace.
V jižní části až po město Ica  je klimatogeograficky poušť Sechura pokračováním pouště Atacama, za jejíž severní část bývá označována . Je to vyprahlá kamenitá oblast s většinou suchými koryty občasných říček, které sem stékají z vysokých hor z občasných srážek a letního tání horských ledovců a sněhu. Přímo v poušti Sechura je zdrojem vody pravidelná kondenzace husté mlhy garua, hovoří se též o garuaklima . Skutečné srážky jsou ojedinělé, mnohde prší jen jednou z několik let. Dosahují rozmezí 5 – 40 mm/rok . Celé pobřeží je ochlazováno studeným Humboldtovým proudem. Způsobuje ochlazení vlhkého oceánského vzduchu, který ztrácí většinu vody ve srážkách ještě před dosažením pevniny. Jeho vlivem je podnebí i přes přítomnost rovníku poměrně chladné. Např. u města Moquegua bylo teplotní maximum 33 °C a minimum 2,5 °C. Průměrná roční teplota je okolo 18 - 20 °C, s velkým kolísáním mezi dnem a nocí .
Směrem na sever přibývá vlhkosti a pouštní charakter se mění více na pustinu se suchomilnou vegetací. Oblast také protíná množství malých říček stékajících z hor a umožňujících zemědělské využití jejich okolí.

## Příčný profil

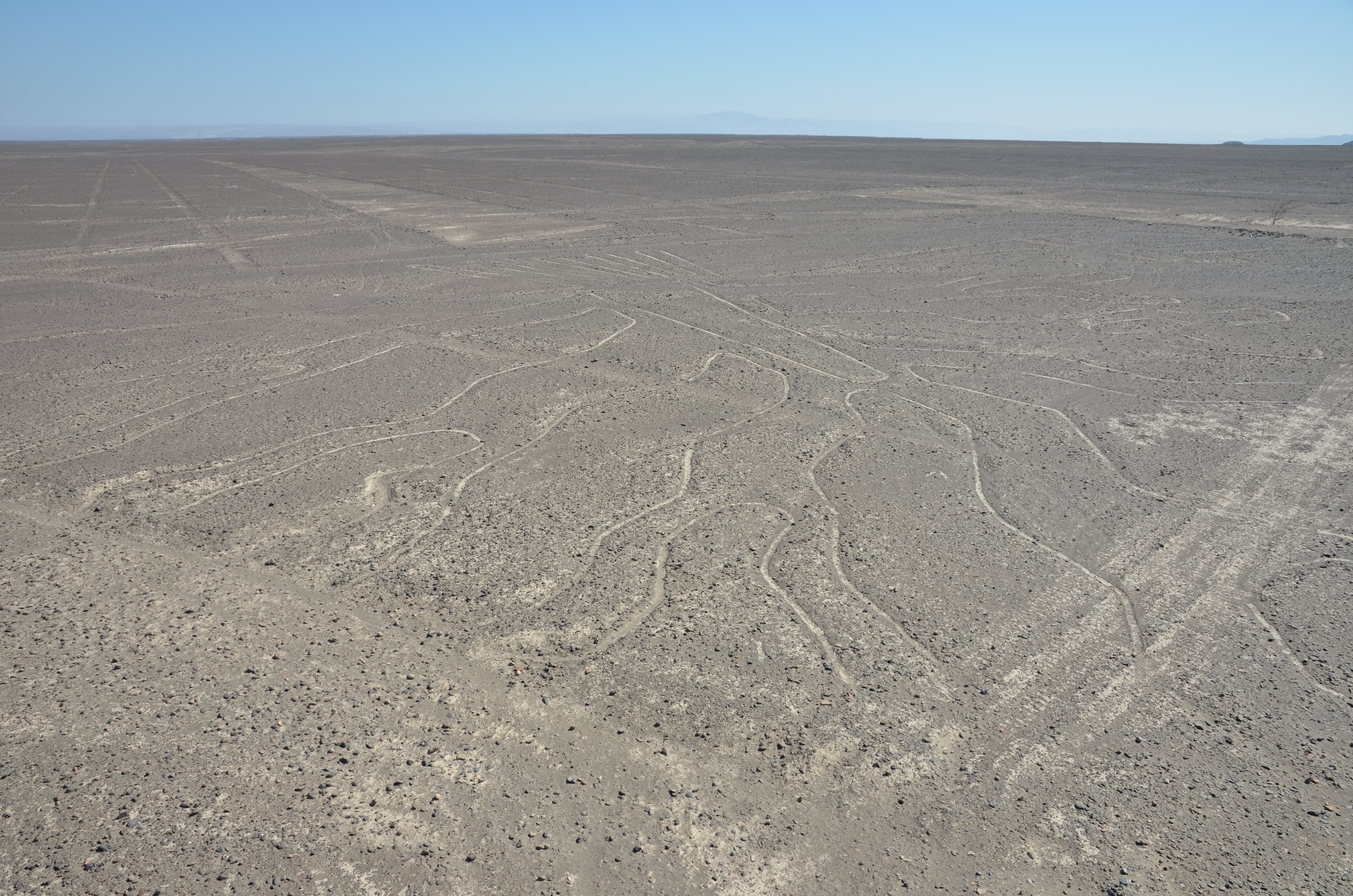
Obrazce na planině Nazca

Při pobřeží leží rovinatý pás pouště. Mlhy zde kondenzují jen ráno a brzy dopoledne. Po prohřátí půdy se mlhy zvednou a jsou hnány do vnitrozemí. Za pobřežní rovinou je pásmo mírných svahů, ze kterých občas vystupují nízké pahorky a skaliska. Je zde mírně vlhčeji a vyskytuje se více chudé vegetace. Mírné svahy vedou až ke zdvihajícím se horám. V nižší části horských svahů, asi od 500 m n. m. výše, leží pásmo kondenzace mlh. Vegetace tohoto stupně se nazývá loma , rostou zde hustší křovité formace dřevin s cereusy. Nad pásmem mlh pokračují opět suché pustinné horské svahy až do náhorní plošiny Altiplano.

## Vegetace
V jižní pobřežní poušti rostou především bromeliovité tilandsie, např.  Tillandsia latifolia, Tillandsia purpurea, Tillandsia straminea, Tillandsia tragophoba, dále na pevných skaliscích uchycené lišejníky  Cladonia a sinice . Endemické jsou zde kaktusy skupiny  Islaya  (dnes rod  Eriosyce). I tyto odolné rostliny se vyskytují jen řídce na příhodných místech s vyšší kondenzací mlhy. Mnoho jedinců islaí jsou suché mumie, živých rostlin je málo. Jsou považovány za přirozeně vymírající druhy .
Na severu přibývá vegetace, až dosahuje charakteru suchého lesa. Rostou zde zástupci vrb Salix, hvězdnicovité rostliny rodu Tessaria a další. Na pahorcích se vyskytují endemity jako lichořeřišnice Tropaelum peltophorum, hvozdíkovitá Drymaria weberbaueri, a jam Dioscorea chancayensi. Dalším endemitem je  Griselinia carlomunozii, která patří do specifické čeledi Griseliniaceae, řád miříkotvaré . Na salinách u pobřeží roste travina Distichlis spicata a slanomil dřevnatějící Sarcocornia (Salicornia) fruticosa.
V oblasti bylo nalezeno okolo 1000 druhů rostlin. Fytogeograficky patří poušť Sechura do neotropické oblasti, andské podoblasti .

## Fauna
Žije zde zajímavá endemická drobná šelma pes pouštní (Pseudalopex sechurae) čili pes sechura. Obývá především planiny, polopustinné, ale i pustinné oblasti. Vydrží dlouho bez vody jen s vlhkostí z rosy. Jsou zde endemičtí ptáci z řádu pěvců, Xenospingus concolor, čeleď strnadovití, Incaspiza pulchra, strnadovití, Sicalis raimondi, tangarovití a Anairetes reguloides, tyranovití.